# Нові Двори (Великопольське воєводство)
Нові Двори (пол. Nowe Dwory, нім. Neuhöfen) — село в Польщі, у гміні Велень Чарнковсько-Тшцянецького повіту Великопольського воєводства.
Населення — 402 особи (2011).
У 1975-1998 роках село належало до Пільського воєводства.

## Демографія
Демографічна структура станом на 31 березня 2011 року:
|          | Загалом | Допрацездатний вік | Працездатний вік | Постпрацездатний вік |
| -------- | ------- | ------------------ | ---------------- | -------------------- |
| Чоловіки | 215     | 65                 | 136              | 14                   |
| Жінки    | 187     | 41                 | 114              | 32                   |
| Разом    | 402     | 106                | 250              | 46                   |